# 馮三仕
馮三仕（풍삼사）は、朝鮮氏族の臨朐馮氏の始祖である。
中国明の臨朐出身。明が清に滅ぼされた時に、清の反感と明の復興を望み、義兵を起こしたが捕まられ、瀋陽に抑留された。その後、丙子の乱で清の人質となっていた鳳林大君とともに朝鮮に移住・帰化した。鳳林大君は、帰国する際に、清に謀反を起こした容疑で抑留されていた9人の中国人（黄功、王文祥、王以文、王美承、馮三仕、裵三生、鄭先甲、楊福吉、柳溪山）を連れ帰った。